# Łaźne Skały
Łaźne Skały (słow. Lažna skala, 770 m) lub Łaźnia Skała (773 m) – szczyt w głównym grzbiecie Małych Pienin pomiędzy szczytami Załazie i Cyrhle. Inne źródła podają wysokość szczytu 775 m n.p.m. Przebiega przez niego granica polsko-słowacka. Tworzy długą i wąską grań, która od południowej, słowackiej strony, oraz od strony wschodniej podcięta jest stromymi ścianami o wysokości ok. 25 m. Na ścianach tych ciekawa flora naskalnych roślin wapieniolubnych, wiosną licznie zakwita tu smagliczka skalna. Szczyt zbudowany jest z szarych wapieni rogowcowych i aptychowych.
Nazwa szczytu pochodzi od znajdującego się przy nim pola Łazy powstałego w wyniku wypalania lasów (system żarowy). Na starszych mapach szczyt oznakowany był też jako Łaźnie Skały lub Leśna Skałka, ksiądz Walenty Gadowski nazywał go Kamienną Górą. Szczyt porośnięty jest głównie bukami oraz krzewami. znajduje się w granicach Szczawnicy, w województwie małopolskim, w powiecie nowotarskim.
Z rzadkich w Polsce roślin stwierdzono występowanie m.in. ostrożnia głowacza, irgi czarnej i wiechliny styryjskiej.

## Szlaki turystyki pieszej
– od Drogi Pienińskiej grzbietem Małych Pienin przez Szafranówkę, Łaźne Skały, Cyrhle, Wysoki Wierch, Durbaszkę, Wysoką, Wierchliczkę, przełęcz Rozdziele do Przełęczy Gromadzkiej w Beskidzie Sądeckim.

## Przypisy

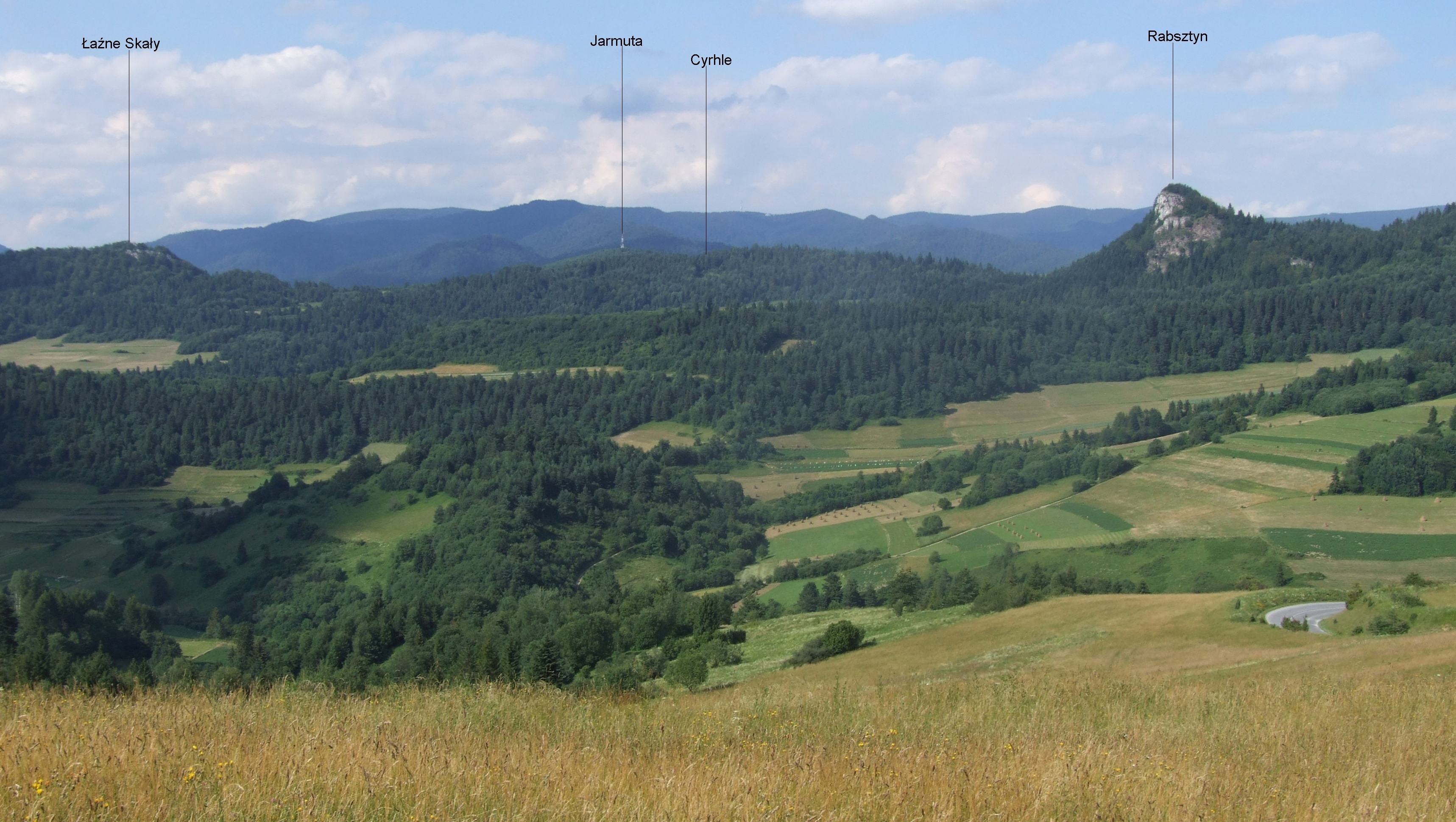
Położenie Łaźnych Skał w grzbiecie Małych Pienin